# Sonate-2
Sonate-2 (Eigenschreibweise: SONATE-2, kurz für SOlutus NAno satelliTE 2) ist ein Nanosatellit in Form eines 6U+ CubeSat, der am 4. März 2024 mit der Mission Transporter-10 von SpaceX gestartet wurde.
Der Satellit wurde an der Julius-Maximilians-Universität (JMU) in Würzburg entwickelt und soll von deren eigenem Missionskontrollzentrum aus gesteuert werden.

## Zweck
Nach Angaben der JMU soll der Satellit KI-Technologien im Weltraum erproben, die später auch in interplanetaren Missionen eingesetzt werden könnten. Dabei gehe es unter anderem um das Lernen (Training) des Systems im Weltraum, was bisher einzigartig sei. Der Satellit solle dabei unter anderem Anomalien in neuer Umgebung detektieren können sowie zuvor festgelegte Muster auf der Erdoberfläche, wie geometrische Formen, autonom erkennen, die in Zukunft auf Körpern des Sonnensystems auf geologische, chemische oder biologische Aktivitäten hindeuten könnten.
Zudem trägt der Satellit eine Amateurfunk-Nutzlast.

## Amateurfunkdaten
Das Amateurfunkrufzeichen von Sonate-2 ist DP0SNX. Folgende Übertragungsverfahren stehen zur Verfügung:
- SSTV-Downlink für Bilder, die durch die Kameras des Satelliten aufgezeichnet werden: 145,880 MHz, Modulation: Martin-M1-SSTV FM (F3F)
- APRS-Digipeater in der Betriebsart Halbduplex: 145,825 MHz Up- und Downlink, Modulation: 1k2 AFSK (F2D), Protokoll: AX.25